# Antoine de Jessé-Charleval
Pour les autres membres de la famille, voir Famille de Jessé.
Eudoxe-Joseph-Emilien-Antoine, comte de Jessé-Charleval, né le 12 juillet 1836 à Marseille et mort le 6 mars 1915 à Aix-en-Provence, est un avocat et homme politique français, maire de Marseille en 1877.

## Biographie

### Famille
Fils d'Alphonse de Jessé, marquis de Charleval, héritier des noms et titres de la famille de Cadenet-Charleval, bibliophile et directeur de la Revue de Marseille et de Provence, et d'Antoinette de Surian-Bras (sœur d'Alfred de Surian), il est le frère du général Alphonse de Jessé et le petit-neveu de Joseph-Henri de Jessé et d'Antoine Ambroise Auguste de Jessé. Il épouse en premières noces le 25 juin 1870 à Marseille Marie de Romeuf (petite-fille de Jacques Alexandre Romeuf et de Claude François de Crouy-Chanel) qui décède l'année suivante. Il épouse en secondes noces, le 23 mars 1876 à Aix-en-Provence, Gabrielle Fournier de Carles de Pradines. Il est le beau-père de Franck Viénot de Vaublanc, de Louis Dubois de La Patellière et du colonel Caudière (fils de Paul-Michel-Frédéric Caudière), tous trois officiers.

### Carrière
Après son droit, Antoine de Jessé s'inscrit comme avocat au barreau de Marseille en 1860. Un des tout premiers avocat de Marseille, Antoine de Jessé-Charleval est élu bâtonnier de l'ordre des avocats de Marseille. Il est vice-président du Conseil des directeurs de la Caisse d'épargne et de prévoyance des Bouches-du-Rhône.
Il devient maire de Marseille en 1877, pour le parti conservateur et monarchiste avec l'appui du gouvernement du 16 mai.
Il est l'un des 450 jurisconsultes soutenant la « Consultations sur les projets de lois de M. Jules Ferry contre la liberté de l'enseignement » qui sera publiée par la Revue catholique des institutions et du droit en 1879.
Jessé-Charleval est également président de l'Académie des sciences, belles-lettres et arts de Marseille en 1889 et 1905 et membre de l'Académie des sciences, agriculture, arts et belles-lettres d'Aix.
Il possédait la villa Geneviève, à Marseille.

## Biographie